# 安藤忠雄
安藤忠雄（日语：／ Andou Tadao，1941年9月13日—），日本建築師，1995年普利兹克奖得主，東京大學名譽教授。21世紀臨調特別顧問，東日本大震災復興構想會議議長代理，大阪府與大阪市特別顧問。

## 生平

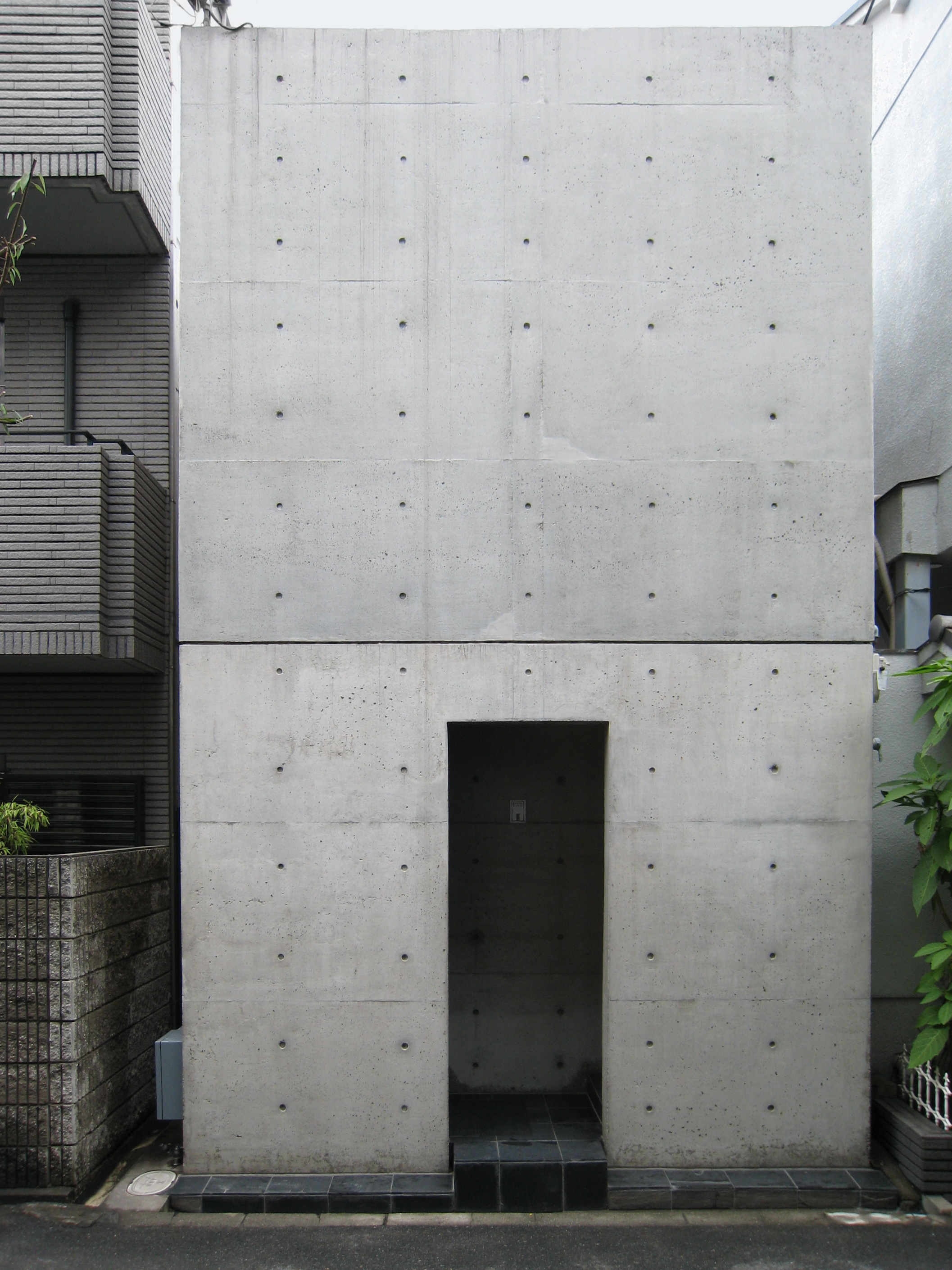
住吉長屋，大阪府，1976年

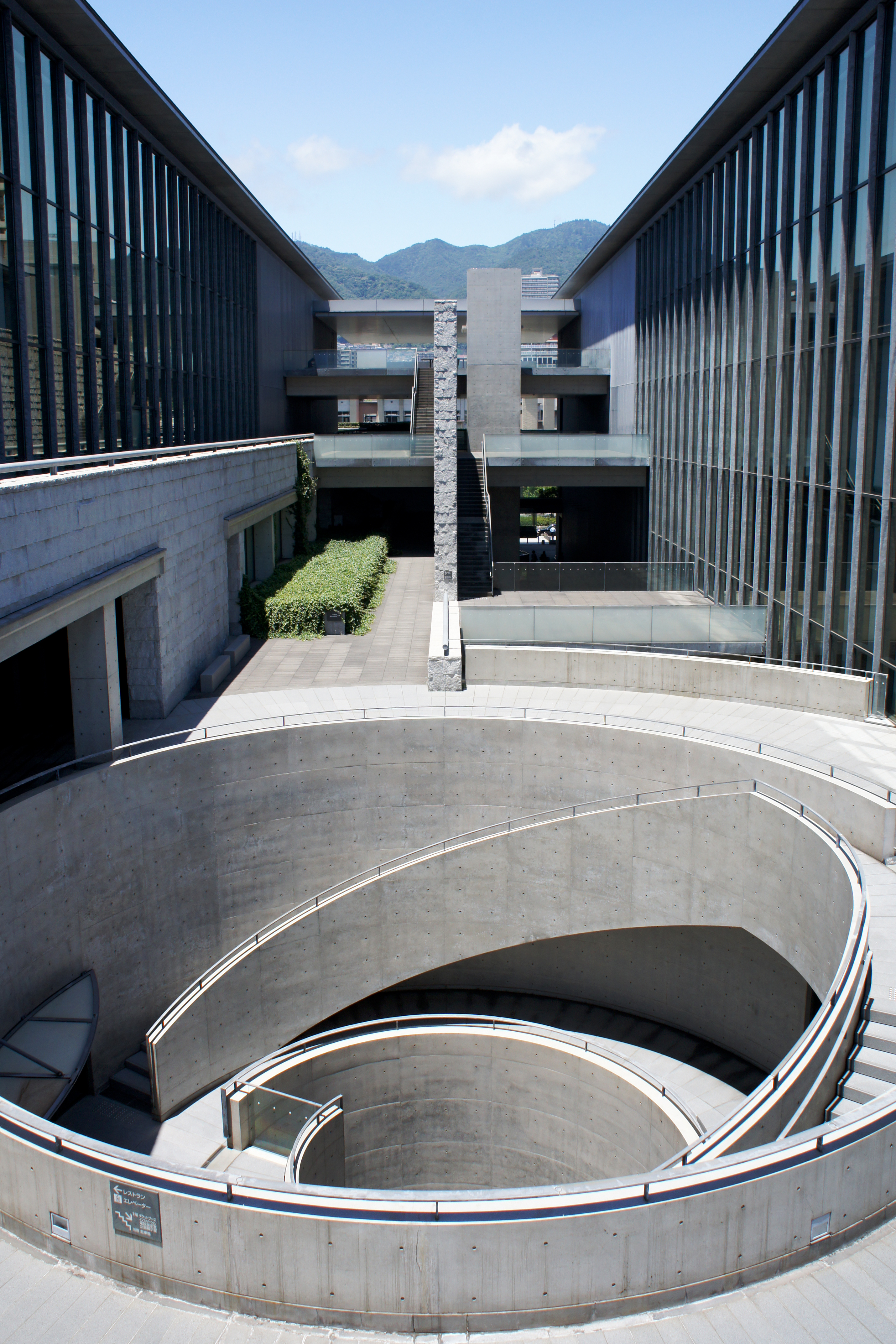
兵庫縣立美術館，2002年

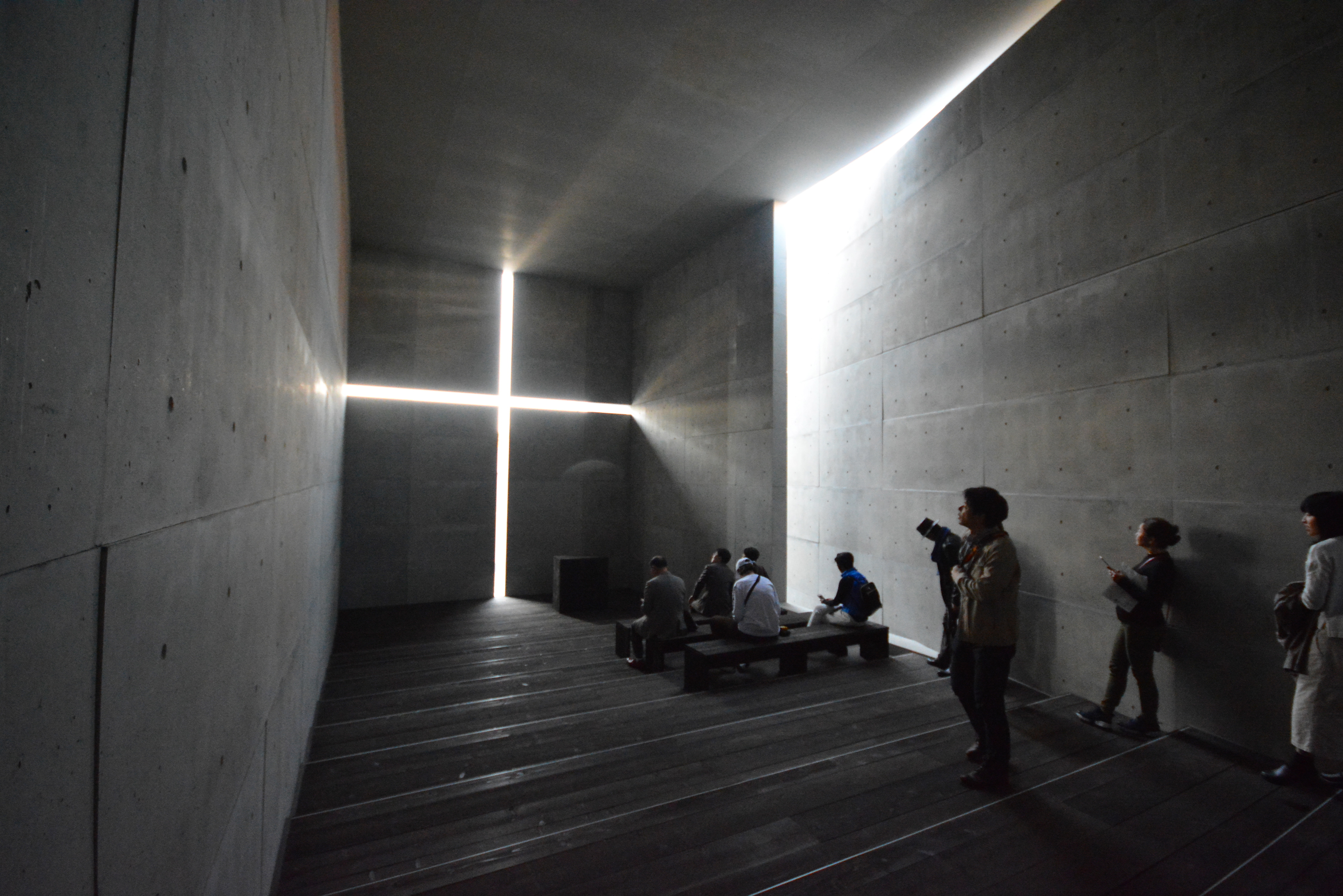
2017年為慶祝國立新美術館開館10周年，進行有史以來規模最大的「安藤忠雄展– 挑戰–」作品展，圖為模仿著名的光之教會

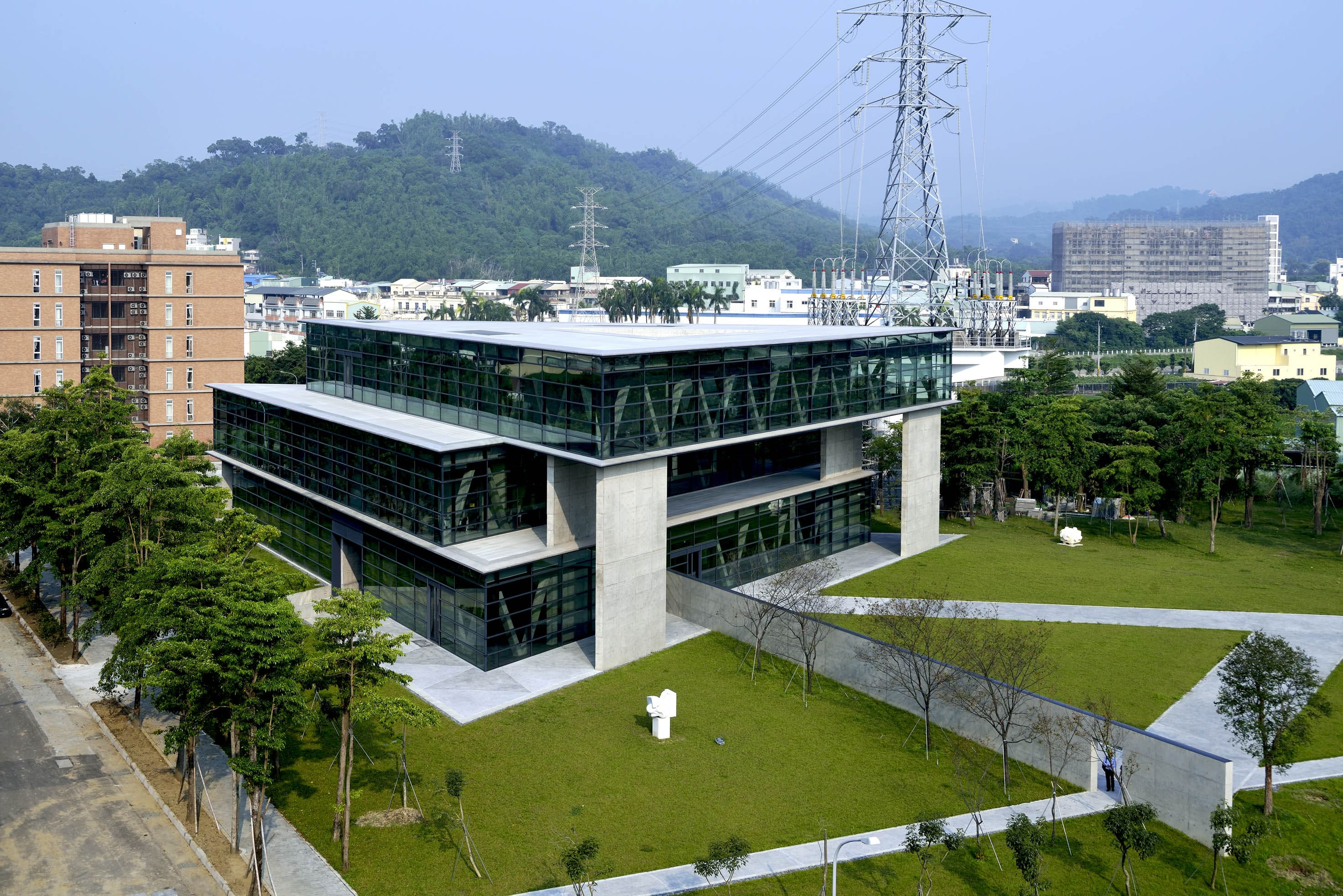
亞洲大學現代美術館，為安藤在臺灣首個建築作品

安藤忠雄甚有傳奇性，在成為建築師前，曾當過職業拳擊手（成績：23戰13勝3敗7平手），其後在沒有經過正統訓練下成為專業的建築師。
安藤忠雄在大阪府立城東工科高等學校畢業後，前往世界各地旅行，並自學建築。1969年創立安藤忠雄建築研究所。1976年完成位於大阪府的住吉長屋，是兩層高的混凝土住宅，已顯現其設計風格。其後獲得日本建築學會賞。1980年代參與關西周邊地區（神戶北野、大阪心齋橋）的商業建築設計，1990年代以後，參與公共建築、美術館建築等大型計劃。
接連發表了以清水混凝土建造的住宅和商業建築，引起風潮和討論，名聲也開始快速累積，從博物館、娛樂設施、宗教設施、辦公室等，作品的領域寬廣，通常都是大型規模的建築。但也有人認為失去了安藤早期的小型建築特有的魅力。
1995年，安藤忠雄獲得建築界最高榮譽普利兹克奖，他把10萬美元獎金捐贈予1995年神戶大地震後的孤兒。

## 簡歷
安藤出生於大阪市，父姓北山，但出生後便過繼到外公家（位於大阪）。利用拳擊比賽贏得的獎金，前往美國、歐洲、非洲、亞洲旅行，也順便觀察各地獨特的建築。那個時候，他的攝影作品被使用在建築師路易·康的作品集中。
安藤忠雄是雙胞胎中的哥哥。雙胞胎中的弟弟是北山孝雄，在東京開設北山創造研究所，經營企業經營顧問、商品設計。3兄弟中最小的弟弟是建築師北山孝二郎（因為與美國建築師彼得·艾森曼的合作而知名）。最初的建築作品—（玫瑰花園；位在神戶市生田區）是在1977年時，與弟弟孝雄所屬的浜野商品研究所一起共同合作。
安藤忠雄並未受過正規的建築教育，僅在建築公司工作過一小段時間。在高中畢業後，參加了研究班（Semi Mode Seminar，是一種由大學教授創立的研究班，屬於大學教育的一種），Semi Mode研究班是由已故的長澤節所創立，被稱作是「傳說中的美術學校」，畢業生包括飯野和好、金子功、寺門孝之、山本耀司等人，畢業生大多都是目前都在業界第一線活躍的創意工作者。之後獨自利用各種渠道學習了室內設計和製圖等技巧。在成為建築師之前，曾經擔任過以關西為中心，許多茶館或咖啡廳的室內設計。
1969年在大阪成立安藤忠雄建築研究所，設計了許多個人住宅。其中位在大阪的「住吉的長屋（住吉の長屋）」獲得很高的評價，大規模的公共建築到小型的個人住宅作品，多次得到日本建築學會獎的肯定。此後安藤確立了自己以清水混凝土和幾何形狀為主的個人風格，也得到世界的良好評價。1980年代在關西周邊（特別是神戶、北野町、大阪心齋橋一帶）設計了許多商業設施、寺廟、教會等。1990年代之後公共建築、美術館，以及海外的建築設計案開始增加。
2017年，東京國立新美術館舉行《安藤忠雄展──挑戰》個人展，除了把他的故事娓娓道來外，展區會分為六大主題，分別是：開端／居住、光、空間留白、在地性、活化歷史建築和培育。主辦單位收集了安藤忠雄多年來，二百多個作品的建築草稿、設計圖、照片等。

## 經歷
- 1987年 - 擔任耶魯大學的客座教授
- 1988年 - 擔任哥倫比亞大學的客座教授
- 1989年 - 擔任哈佛大學的客座教授
- 1997年 - 擔任東京大學工學部教授
- 2003年 - 從東京大學退休，轉任名譽教授
- 2005年 - 獲得東京大學的終身特別榮譽教授
- 2005年 - 擔任加州柏克萊大學的講座教授

## 荣誉

### 日本勋章奖章
- 文化勋章（2010年11月3日）

### 外国勋章奖章
- 艺术与文学军官勋章（法国文化部，1997年）
- 荣誉军团骑士勋章（法国，2005年）
- 意大利之星大军官勋章（義大利語：Ordine della Stella d'Italia）（意大利，2013年1月16日公布[2]）
- 艺术与文学指挥官勋章（法国文化部，2013年12月19日于东京颁发[3]）
- 荣誉军团指挥官勋章（法国，2021年4月23日于东京颁发[4]）

### 奖项
- 1979年 - 日本建築學會賞（住吉的長屋）
- 1983年 - 日本文化設計賞（六甲集合住宅）
- 1985年 - 芬蘭建築師協會阿爾瓦‧阿爾托（Alvar Aalto）獎
- 1986年 - 藝術選獎文部大臣賞新人賞（中山邸）
- 1985年 - 毎日設計賞
- 1987年 - 每日艺术奖（六甲教会）
- 1988年 - 第13回吉田五十八賞（城戸崎邸）
- 1989年 - 法國建築學院獎賞
- 1990年 - 大阪藝術賞
- 1991年 - 美國建築師協會（AIA）榮譽會員、美國科學院和文學藝術研究所Arnold W. Brunner紀念獎
- 1992年 - 第1屆卡爾斯伯格（Carlsberg）建築獎（丹麥）
- 1993年 - 皇立英國建築師協會（RIBA）榮譽會員、日本藝術院賞
- 1994年 - 第26回日本藝術大賞（大阪飛鳥博物館）
- 1995年 - 1995年普利茲克獎、1994年度朝日賞、第7回國際設計獎
- 1996年 - 第8回高松宮殿下紀念世界文化獎、第1屆國際教會建築獎
- 1997年 - 德國建築師協會名譽會員、皇立英國建築師協會皇家金獎章、第4回大阪吉瓦尼斯獎
- 2002年 - 美国建筑师学会金奖、京都獎思想・藝術部門
- 2005年 - 國際建築師聯盟金牌（UIA金牌）

## 作品

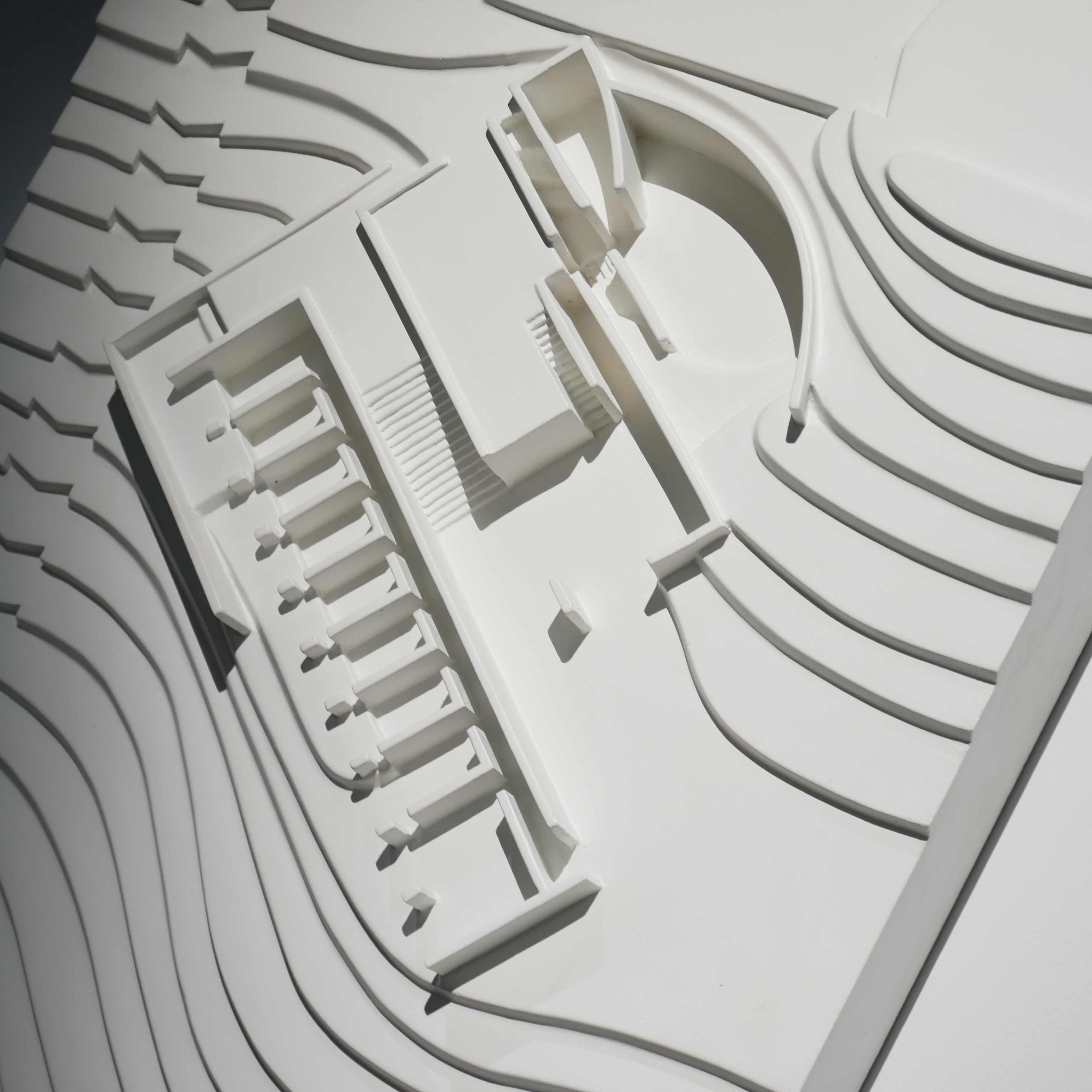
小筱弘子宅模型（兵庫縣蘆屋市奧池町17−5）

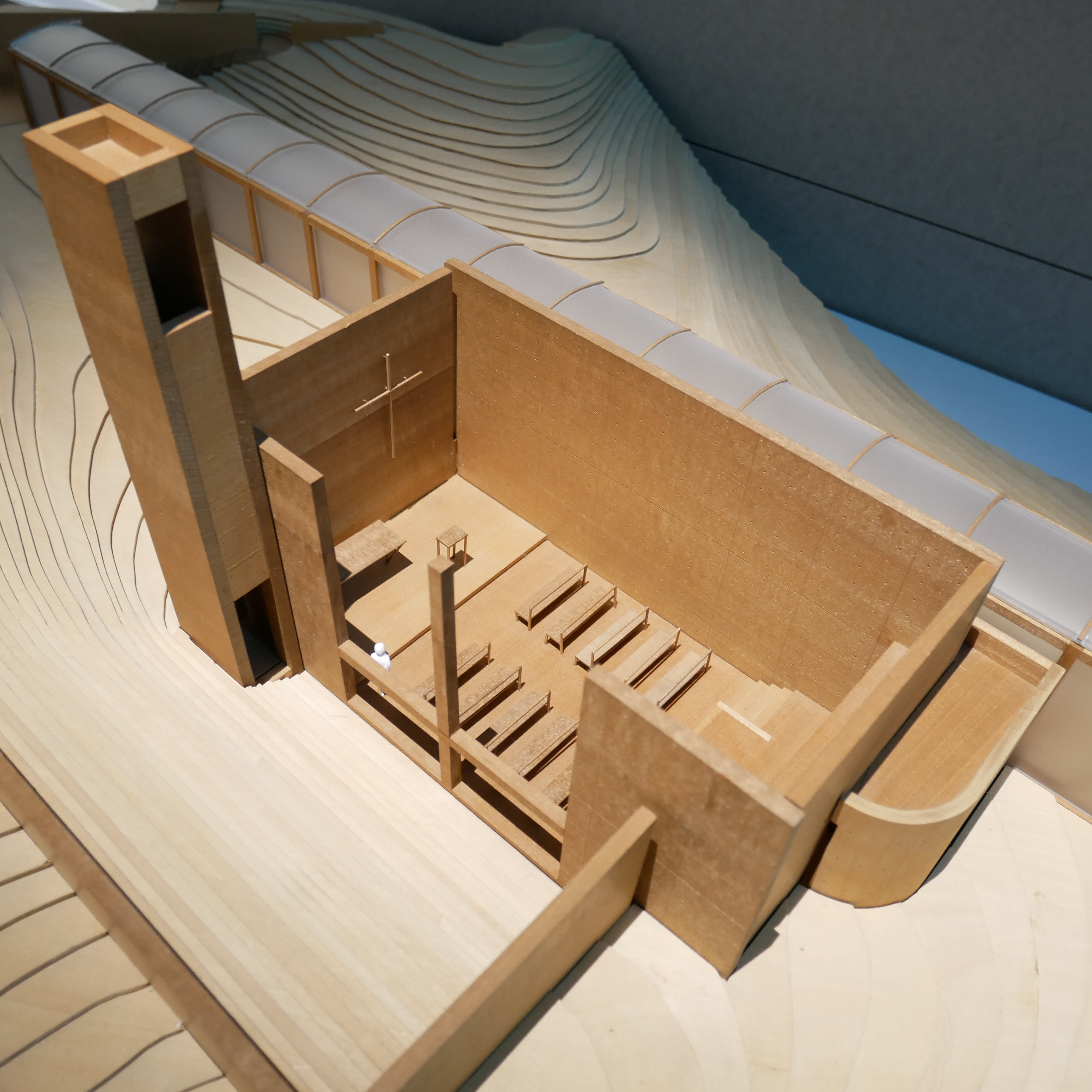
風之教會模型（兵庫縣神戶市灘區六甲山町西谷山1878）

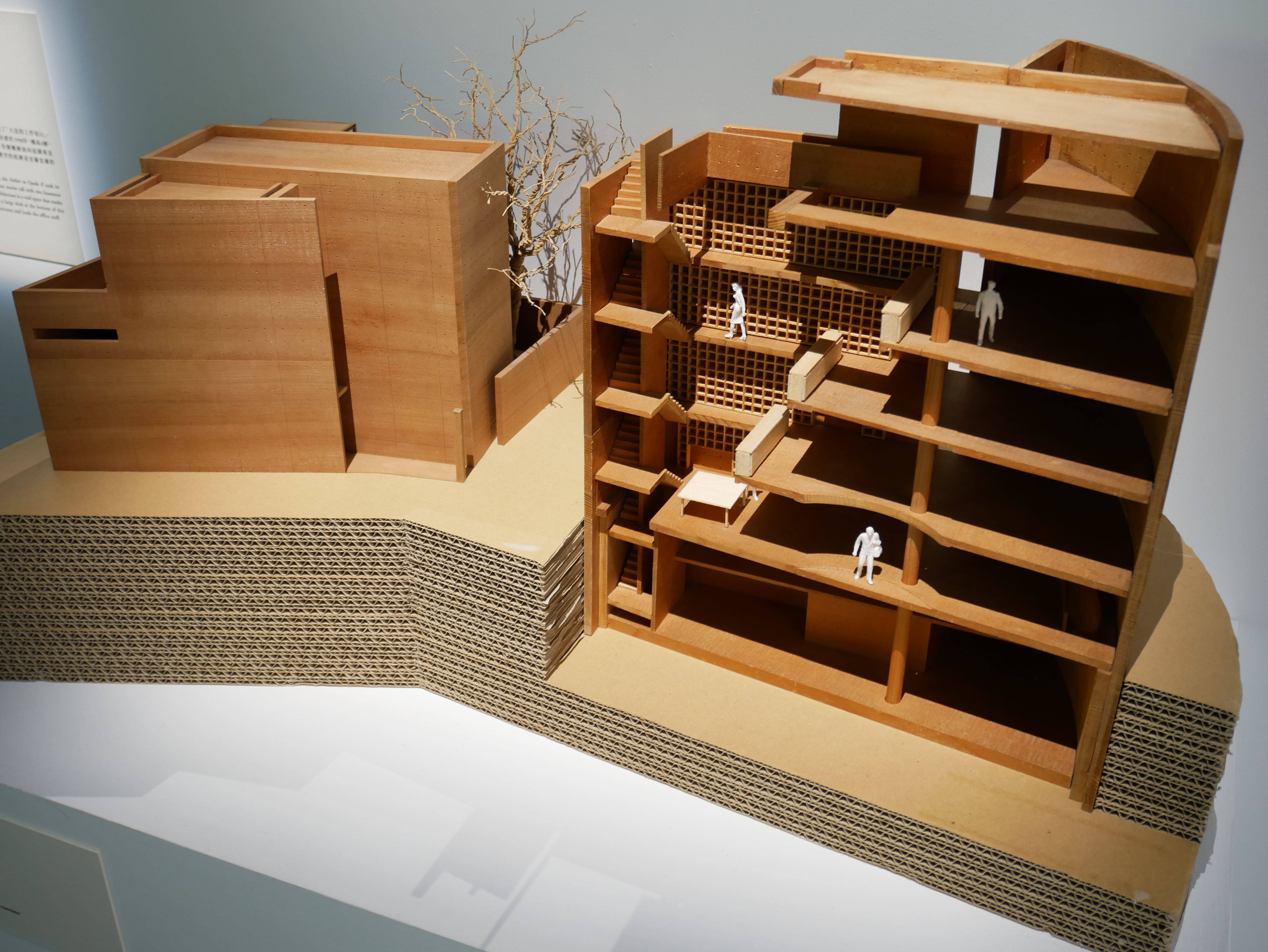
安藤忠雄建築研究所模型（大阪府大阪市北區豐崎2丁目5−23）

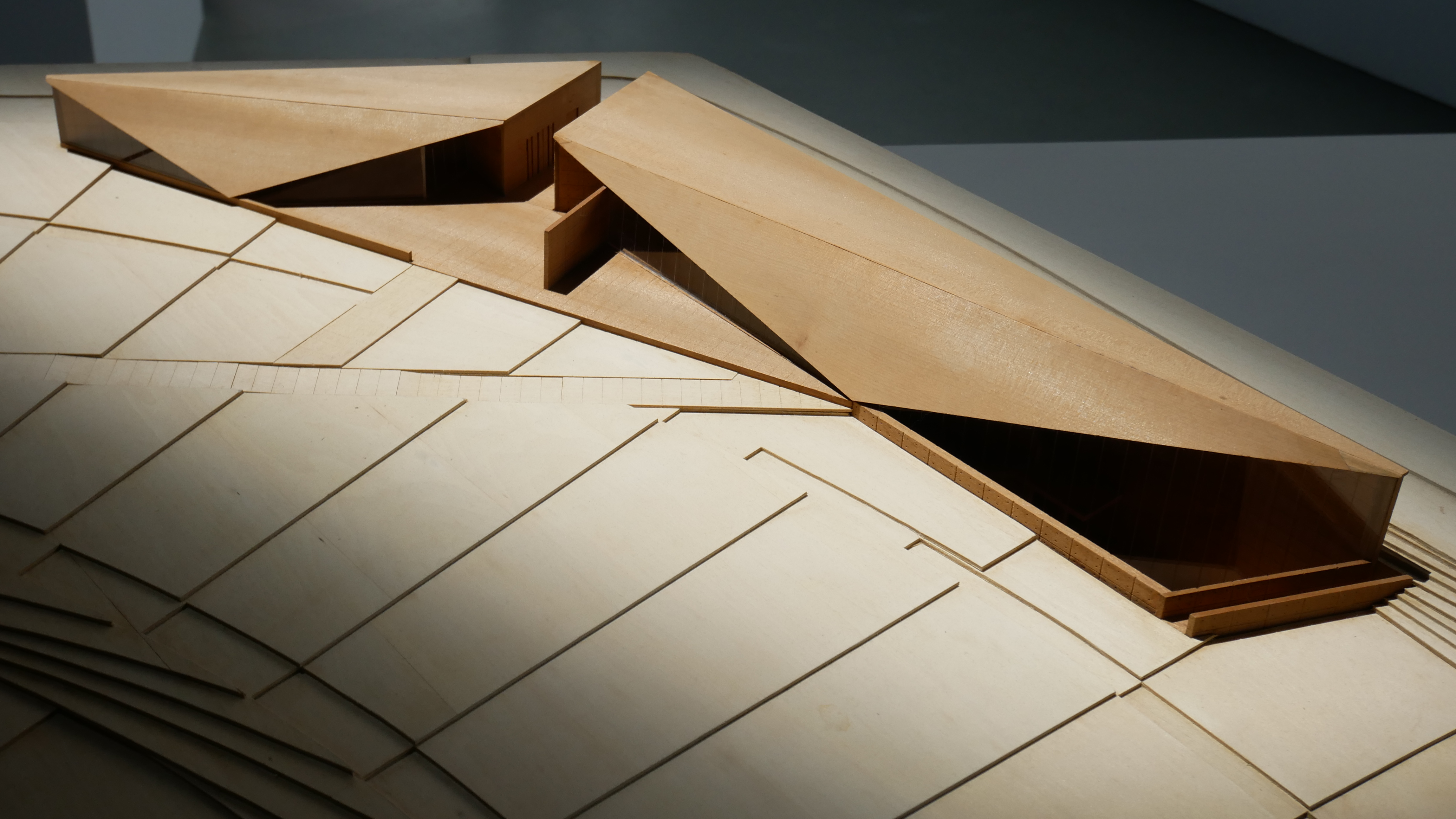
21 21 DESIGN SIGHT模型（東京都港區赤坂9丁目7-6）